# Bruna Tamaro Forlati
Bruna Tamaro Forlati (Grumello del Monte, 31 marzo 1897 – 13 febbraio 1987) è stata un'archeologa italiana.

## Biografia
Bruna Tamaro Forlati nacque il 31 marzo 1897 in un paesino in provincia di Bergamo, Grumello del Monte, da Tamaro di Pirano e Dompieri di Trieste. Resterà per tutta la vita molto legata alla sua terra natale, l'Istria. 
Frequentò l'università di Bologna e poi di Genova nella quale si laureò nel 1915 con una tesi in letteratura latina su Lucrezio in Filologia classica Iniziò a insegnare per poi maturare la propensione verso gli studi archeologici tant'è che frequento la Scuola di Perfezionamento in Archeologia sia a Roma che ad Atene, dove quest'ultima era diretta da Alessandro della Seta.
Negli anni venti conobbe l'ingegnere Ferdinando Forlati con il quale si sposò nel 1929 ed ebbe un figlio. Decise di prendere il cognome del marito ponendolo come secondo Riuscì a conciliare la sua carriera professionale con il suo ruolo di madre. La grande intesa con il marito sul piano lavorativo era dettata dal connubio di tecnica e professionalità e fece sì che realizzarono assieme la maggior parte dei lavori sino al 1976, anno di scomparsa di Forlati.

## Carriera

### Primo periodo 1921-1936
Nel 1921 divenne ispettore archeologo nella soprintendenza della Venezia Giulia sino al 1936. In questo periodo si occupò del restauro del Tempio di Augusto a Pola, del restauro di Nesazio, centro di collegamento con il mondo greco, del lavoro sulla Basilica civile sul Colle di San Giusto a Trieste, dei lavori sulla necropoli protostorica di Santa Lucia di Tolmino, e dei vari lavori in Istria, tra cui si ricorda a Canfanaro, a Dignano, a Buie, a Parenzo e a Isola. Organizzò la disposizione del Museo Archeologico di Pola e realizzò una guida scientifica, ancora oggi valide e utilizzate.

### Secondo periodo 1936-1952
Nel 1936 si trasferì con il marito a Venezia perché lui ebbe l'incarico di soprintendente di Venezia e lei l'incarico di direttrice del Museo archeologico di Venezia. In quanto direttrice si occupò della sistemazione del museo e riuscì ad acquisire la collezione Correr. Nello stesso anno si occupò dell'anastilosi delle colonne del Foro di Aquileia. Fu un lavoro eseguito con grande precisione perché restituì l'altezza originaria alla colonna con i pezzi residui presenti sino alla sua sommità che si completò quando nel 1986 si trovò un mezzo capitello. 

### Terzo periodo 1952-1961
Dal 1950 sino al 1961 fece parte della Commissione per la Carta Archeologica di vari siti e della Tabula Imperii Romani. Nel 1952 diventò Soprintendente alle Antichità delle Venezie di Padova con giurisdizione nelle tre Venezie, a eccezione della provincia di Trieste, incarico che ricoprì sino al raggiungimento del limite massimo d'età nel 1961. Con questo ruolo si impegnò maggiormente per il rinnovamento del Museo Archeologico ad Aquileia e la costruzione dei grandi magazzini. Con i fondi dell'Associazione Nazionale per Aquileia riuscì a inaugurare nel 1961 il Museo Paleocristiano, di cui curò la disposizione. Nel 1954 si occupò del raddrizzamento e consolidamento dell'ala dell'Arena di Verona, unica parte conservata dell'anello esterno, eseguito con l'ancoraggio di una serie di basi d'acciaio alla base che attraversavano i blocchi per i 30 m di altezza del monumento e venivano poi tesi. Fece costruire vari fabbricati così da dare un nuovo assetto sia al Museo di Adria che al Museo di Altino. Sistemò il Museo del Teatro Romano di Verona utilizzando gli ambienti soprastanti il teatro. Inoltre in quegli anni fu membro dell'Istituto Archeologico Germanico, l'Istituto di Studi Etruschi, l'Istituto italiano di Preistoria e Protostoria, la Deputazione di Storia Patria per il Veneto, la Pontificia Accademica Romana e l'Istituto Veneto di Scienze, Lettere ed Arti.
Nel 1958 iniziò a insegnare Antichità Greche e Romane all'Università degli studi di Padova sino al 1964.
Negli anni sessanta svolse vari lavori di sistemazione come il Criptoportico di Vicenza, il Duomo di Vicenza, la Cripta di San Marco a Venezia, il mosaico paleocristiano al di sotto della Capitolare di Verona che fu reso visitabile. Sempre negli anni sessanta ricoprì vari incarichi grazie alle sue abilità amministrative e scientifiche. Si ricorda la trattativa di scambio di materiali archeologici con gli Iugoslavi che si concluse con il ritorno nei luoghi d'origine di questi, la sua partecipazione sino al 1963 al Consiglio Superiore delle Antichità e Belle Arti per la gestione del patrimonio culturale e la sua partecipazione alla Commissione di indagine per la Tutela e la Valorizzazione del patrimonio storico e artistico, anche detta Commissione Franceschini, nella quale la Tamaro si occupò dei Musei e il suo lavoro confluito in tre volumi servì per la istituzione del Ministero per i Beni Culturali e Ambientali nel 1975.

### Ultimi anni
Tra la fine degli anni sessanta e l'inizio degli anni settanta assieme al marito fece tre lavori: la sistemazione e messa in luce della facciata della porta Leoni a Verona, la sistemazione del Monastero di Aquileia con il restauro dei pavimenti musivi della chiesa del IV-V secolo e la collocazione del Museo Paleocristiano, e la sistemazione della chiesa di Concordia Sagittaria, in provincia di Venezia, con la messa in luce dell'originario pavimento musivo paleocristiano al di sotto della chiesa e del campanile, grazie alla sospensione con appositi sostegni.
Fu segretaria - dal 1964 al 1981 - dell'Associazione Nazionale per Aquileia, mentre dal 1967 al 1984 fu a capo della Società Istriana di Archeologia e Storia Patria.
Ebbe il riconoscimento della Medaglia d'Oro per i Benemeriti della Scuola della Cultura e dell'Arte e la nomina a Commendatore della Repubblica. Nel 1986 il sindaco di Aquileia, riconoscendole il lavoro effettuato per questo sito archeologico, la insignì della Medaglia d'Oro con il sigillo della città di Aquileia.
Morì il 13 febbraio 1987.

## Pubblicazioni
Tutti i suoi lavori venivano pubblicati e motivati da lei stessa.
Tra i più importanti si segnala, appartenente al suo terzo periodo di carriera, l'articolo in Cisalpina 1959 dal titolo "I più recenti lavori e lo stato attuale degli scavi e dell'assetto archeologico dei luoghi dipendenti dalla Soprintendenza alle Antichità delle Venezie", nel quale si dedicò alla descrizione dei lavori si sistemazione delle zone archeologiche all'aperto e il problema della cura dei musei.
Nel periodo in cui fu segretaria dell'Associazione Nazionale per Aquileia si adoperò della pubblicazione di vari cataloghi scientifici tra cui nel 1966 il volume delle gemme di Aquileia a cura di Gemma Sena Chiesa, nel 1968 il catalogo dei vetri di Aquileia a cura di Maria Carina Calvi, nel 1975 il volume sulle lucerne con marchio di fabbrica a cura di Ezio Buchi, nel 1978 il materiale architettonico di Aquileia Trieste e Pola fino all'età augustea a cura di Giuliana Cavalieri Manasse e infine nel 1988 le lucerne figurate a opera di Elena di Filippo Balestrazzi.

## Riconoscimenti
- Medaglia d'Oro per i Benemeriti della Scuola della Cultura e dell'Arte.
- Nomina a Commendatore della Repubblica.
- Medaglia d'Oro con il sigillo della città di Aquileia (1986).